# JasperReports
JasperReports — Java-библиотека для создания отчётов. На основе XML-шаблонов отчётов генерируются готовые для печати документы, консолидирующие данные из различных источников (JDBC, JavaBean, XML, CSV, XLS). Отчёты могут выводиться на экран, принтер, либо в форматы PDF, RTF, HTML, XLS, CSV и XML.
В случае использования JDBC, основной частью шаблона будет являться SQL-запрос, который указывает какие данные необходимо выбрать из базы данных для генерации отчёта.
В XML-шаблоне отчета (формируется в одном из специализированных графических редакторов, имеет расширение .jrxml) допустимо применение css-стилей и выражений для проверки или вычисления результата (JS, groovy).

## Возможности
- Поддержка различных источников данных: JDBC, CALS Table Models, XML, CSV, JavaBeans, EJBQL, Hibernate, а также возможность использования собственного источника данных на основе интерфейса JRDataSource
- Экспорт в различные форматы данных: PDF, HTML, XLS, RTF, ODT, CSV, XML, XHTML, DOCX, XLSX.
- Использование так называемых скриплетов (scriptlets) на Java, которые могут быть вызваны до или после определённых этапов генерации отчётов, таких как Отчёт (Report), Страница (Page), Колонка (Column) и Группа (Group)
- Использование динамических языков JavaScript и Groovy при реализации логики отчета.
- Реализация диаграмм (charts) на основе библиотеки JFreeChart.
- Реализация подотчётов (subreports) с неограниченной глубиной вложенности.
- Реализация кросстаблиц (crosstabs).
- Группировка данных по требуемому полю

## JRXML-шаблон
Дизайн JasperReports описывается в специальном XML-файле шаблона, который называется JRXML. Данный шаблон можно создать в ручном режиме (текстовый редактор) или используя различные графические дизайнеры для JasperReports.
Простейший пример шаблона:
```
<?xml version="1.0" encoding="windows-1251"?>

<!DOCTYPE jasperReport

  PUBLIC "-//JasperReports//DTD Report Design//EN"

  "http://jasperreports.sourceforge.net/dtds/jasperreport.dtd">

<jasperReport
 
name=
"ReportName"
>

    
<style
 
name=
"Arial_Normal"
 
isDefault=
"true"
 
fontName=
"Arial"

        
fontSize=
"12"
 
pdfFontName=
"c:\tahoma.ttf"
 
pdfEncoding=
"Cp1251"

        
isPdfEmbedded=
"false"
 
/>

    
<field
 
name=
"name"
 
class=
"java.lang.String"
 
/>

    
<detail>

        
<band
 
height=
"20"
>

            
<textField>

                
<reportElement
 
x=
"0"
 
y=
"0"
 
width=
"50"
 
height=
"20"
 
/>

                
<textFieldExpression
 
class=
"java.lang.String"
>

                    
<![CDATA[$F{name}]]>

                
</textFieldExpression>

            
</textField>

        
</band>

    
</detail>

</jasperReport>

```

Тег jasperReport указывает на начало отчета. Для того чтобы использовать поля, сначала их необходимо описать, например, <field name="name" class="java.lang.String" />. В описание входит имя поля name и его java-class class. После описания поля к нему можно обращаться следующим образом: $F{name}. Директива $F{…} указывает на использование именно поля. Также возможно применение переменных $V{…} и параметров $P{…}.

### Графические дизайнеры для JasperReports
- iReport — графический редактор отчётов для работы в среде NetBeans IDE; создан той же организацией, которая создала JasperReports; поставляется также в виде отдельного приложения
- Jaspersoft Studio — является портом iReport под Eclipse; создан той же организацией, которая создала JasperReports
- DynamicReports — Open source Java API reporting library based on JasperReports
- JasperAssistant — графический редактор отчётов для JasperReports, работающий в среде Eclipse; коммерческая лицензия
- Plazma Report Designer
- JasperWave Report Designer — дизайнер шаблонов для JasperReports, построенный на Eclipse платформе (поставляется как в виде набора плагинов для Eclipse IDE, так и в виде отдельного приложения).